# Case 39
Case 39 er en amerikansk overnaturlig gyserfilm fra 2009. Filmen er instrueret af Christian Alvart.

## Handling
Socialrådgiver Emily Jenkins, synes hun efterhånden har set det meste tilværelsen kan byde på, men hendes opfattelse ændres brat, da hun møder den 10-årige Lillith Sullivan, som hun redder fra hendes forældre, fordi de forsøger at dræbe hende. Emily bestemmer sig for selv at tage sig af Lillith, indtil hun kan finde den rigtige plejefamilie til Lillith, men snart begynder den grufulde sandhed om Lillith at gå op for Emily.

## Medvirkende
- Renée Zellweger som Emily Jenkins
- Jodelle Ferland som Lillith "Lily" Sullivan
- Ian McShane som Detective Mike Barron
- Bradley Cooper som Douglas J. Ames
- Callum Keith Rennie som Edward Sullivan
- Kerry O'Malley som Margaret Sullivan
- Adrian Lester som Wayne
- Georgia Craig som Denise
- Cynthia Stevenson som Nancy
- Alexander Conti som Diego